# Mauricio Caranta
Mauricio Ariel Caranta (Bell Ville, Córdoba, 31 de julio de 1978) es un exfutbolista y entrenador argentino. Jugaba en la posición de arquero y su último equipo fue el Club Atlético Talleres.

## Biografía
Mauricio inició su carrera como portero en el club juvenil "Los Pumas" de Barrio Empalme, en la ciudad de Córdoba. Su debut fue en el "Deportivo Colón" a la edad de 15 años y dos años después, fue transferido a Instituto de Córdoba, (a pesar del interés de Belgrano de Córdoba). 
Con su nuevo club logró llegar a la Primera División Argentina. Debutó en River Plate 4 - Instituto 1, un 6/8/1999; lo que le abrió las puertas para jugar en el exterior, precisamente en el Santos Laguna de México. 
Luego de varios años en el exterior, a comienzos de 2007, Boca Juniors dirigido por Miguel Ángel Russo lo repatrió y lo trajo de vuelta a jugar a la Argentina. Debutó como arquero titular de Boca Juniors el sábado 10 de febrero de 2007 en la primera fecha del Torneo Clausura 2007 contra el Club Atlético Banfield, en un partido en el que no recibió goles y Boca Juniors venció 4-0. 
Durante el Torneo Clausura 2007, en el que Boca finalizó segundo detrás del San Lorenzo dirigido por Ramón Díaz, Caranta fue titular prácticamente todo el torneo, ganándole el puesto en un principio a Aldo Bobadilla, quien no cumplió una tarea regular en el equipo, y luego a Pablo Migliore, transferido a Boca Juniors en 2006. Es reconocida por la prensa la habilidad de Mauricio Caranta al haber podido cargar con una responsabilidad tal como la de suplir al exarquero y figura xeneize Roberto Abbondanzieri.
El 20 de junio de 2007 se produjo el suceso más importante en la vida deportiva de Mauricio Caranta: esa noche, en Porto Alegre, Brasil, obtuvo la sexta Copa Libertadores para Boca Juniors. En las dos finales no recibió ningún gol, mientras que su equipo le encajó 5 al brasileño Grêmio. 
Al igual que el resto del equipo, Caranta no tuvo un buen segundo semestre de 2007 (aunque aun así siguió siendo clave para ciertas victorias del equipo) ya que Boca quedó eliminado en la primera ronda de la Copa Sudamericana 2007, quedó en el cuarto puesto del Apertura 2007, perdiendo el "Superclásico" frente a su eterno rival River Plate, y en Japón perdió 2-4 la final de la Copa Mundial de Clubes de la FIFA 2007 frente al A.C. Milan de Italia.
Sin embargo, todo cambió en el primer semestre del año 2008, cuando Boca Juniors tuvo un torneo bastante regular, alcanzando el subcampeonato y ganándole el clásico a su eterno rival y eventual campeón, River Plate 1 a 0 en La Bombonera.
También obtuvo la Recopa Sudamericana derrotando a Arsenal de Sarandí 3 a 1 en el Estadio Presidente Perón, de Racing Club, y empatando 2 a 2 en el Estadio Alberto J. Armando, de Boca Juniors. En ambos partidos, Mauricio Caranta fue titular. 
Todo parecía indicar que era el arquero titular indiscutido de la valla Xeneize, pero una seguidilla de malas actuaciones que desembocaron en una racha adversa al club en el segundo semestre, hicieron que su entrenador, Carlos Ischia decidiera quitarlo del equipo, y luego relegarlo a tercer arquero tras un fuerte entredicho con el técnico, siendo despojado por sus sucesores Javier Hernán García y Josué Ayala. 
Volvió al banco de suplentes el 30 de noviembre de 2008, en el partido que Boca Juniors derrotó a Racing Club por 2 a 1. Previamente, antes de ese partido, Carlos Ischia se encargó de aclarar en conferencia de prensa que Mauricio Caranta nunca dejó de ser tenido en cuenta por el cuerpo técnico xeneize. Igualmente, la causa de su suplencia en el partido fue que el segundo arquero Josué Ayala tuvo problemas estomacales que lo dejaron imposibilitado para el partido.
Tras la finalización del Torneo Apertura 2008 ganado por el equipo azul y oro, el conflicto del arquero con su club se agravó, ya que Caranta pretendió dejar el club y no logró llegar a ningún acuerdo para ser liberado o traspasado. Finalmente, tras muchas idas y vueltas, el 26 de marzo de 2009 logró fichar para el Club Atlético Lanús.

### Rosario Central
En 2012, tras no ser tenido en cuenta para el torneo apertura en el Club Atlético Lanús, la institución granate lo cede a préstamo a Rosario Central.
En el club Rosarino, ha cumplido uno de los papeles más importantes del ascenso a Primera División en el 2013. Jugó una totalidad de 126 partidos teniendo 124 goles en contra y manteniendo la valla invicta en 44 veces. En enero del 2016, tras casi 4 años en el Canalla y a pesar de tener 6 meses más de contrato, debido a un conflicto con la dirigencia (no le quisieron renovar por otros 6 meses), el propio jugador decidió rescindir contrato con Rosario Central.

### Talleres
El traspaso de Caranta a Talleres fue uno de los más destacados del mercado de pases cordobés y del fútbol argentino en la Temporada 2016. Luego de rescindir su contrato con Rosario Central a mediados de enero de 2016, regresa a Córdoba, su provincia natal, para ser incorporado a Talleres y firma un contrato por dos años y medio. Esto causó un gran descontento en la gente de Instituto que lo vio surgir y salir campeón de la Primera B Nacional en 1999 y 2004 logrando el ascenso a la máxima categoría argentina dos veces con el conjunto "albirrojo". En los primeros días, se extendió por las redes sociales una imagen de la gigantografía del arquero la cual se ubicaba en la sede de Instituto. La imagen estaba vandalizada y la había quitado de su lugar original. Días después, apareció la imagen nuevamente en buen estado. Los hinchas declararon que la habían retirado para preservarla. Caranta aclaró que su incorporación a Talleres significó un desafío para él y que nunca dejará de querer al club Instituto.

#### Gesto ejemplar
Caranta tuvo que ser suplente en la "T" luego de la derrota por penales ante Gimnasia y Esgrima de Mendoza por la Copa Argentina, en septiembre de 2017. Pasó un año y medio hasta que volvió a ser titular, en el empate con Atlético Tucumán en el Monumental José Fierro, en el partido válido por la fecha número 18° de la Superliga 2019 del fútbol argentino. Sin embargo no mostró síntomas de molestia por estar en el banco de suplentes detrás del joven Guido Herrera. Yo amo lo que hago, no sólo amo jugar, sino amo entrenar, ser profesional, cuidarme (...) No soy solamente un arquero, soy un profesional. Y eso trato de inculcarles. Eso les inculca el "Cholo" (Guiñazú), Javier (Gandolfi)… Creo que vamos por buen camino. Hoy estoy feliz", señaló. "Ya estamos en el final de mi carrera, por eso lo disfruto. Hoy no sé si va a ser mi último partido, pero lo disfruté como si fuera el último. Ahora me voy a preparar para el que me toque. A lo mejor no me toca, o sí, pero voy a estar preparado para eso", anunció.

## Clubes
| Club                 | País      | Año       | Partidos | Goles |
| -------------------- | --------- | --------- | -------- | ----- |
| Instituto            | Argentina | 1999-2005 | 137      | -176  |
| Santos Laguna        | México    | 2005-2006 | 47       | -80   |
| C.A. Boca Juniors    | Argentina | 2007-2008 | 71       | -77   |
| C.A. Lanús           | Argentina | 2009-2012 | 36       | -39   |
| C.A. Rosario Central | Argentina | 2012-2016 | 126      | -124  |
| C.A. Talleres        | Argentina | 2016-2021 | 15       | -13   |

### Como entrenador
Actualizado hasta el  15 de mayo de 2021.
| Equipo              | Torneo | Temporada | Estadísticas | Estadísticas | Estadísticas | Estadísticas | Estadísticas | Estadísticas | Estadísticas | Estadísticas | % Efect. |
| Equipo              | Torneo | Temporada | PD           | G            | E            | P            | GF           | GC           | DG           | Puntos       | % Efect. |
| ------------------- | ------ | --------- | ------------ | ------------ | ------------ | ------------ | ------------ | ------------ | ------------ | ------------ | -------- |
| Instituto Argentina | PN     | 2021      | 8            | 0            | 6            | 2            | 8            | 10           | -2           | 6/24         | 25%      |
| Instituto Argentina | Total  | Total     | 8            | 0            | 6            | 2            | 8            | 10           | -2           | 6/24         | 25%      |

### Como asistente
| Club       | País      | Año       |
| ---------- | --------- | --------- |
| C.A. Lanús | Argentina | 2022-Act. |

## Estadísticas

### Clubes
- Actualizado al último partido jugado el 30 de noviembre de 2020.

| Club | Div.                | Temporada           | Liga | Liga | Liga | Copas nacionales(1) | Copas nacionales(1) | Copas nacionales(1) | Torneos internacionales(2) | Torneos internacionales(2) | Torneos internacionales(2) | Total | Total | Total |
| Club | Div.                | Temporada           | PJ   | GR   | VI   | PJ                  | GR                  | VI                  | PJ                         | GR                         | VI                         | PJ    | GR    | VI    |
| --- | ------------------- | ------------------- | ---- | ---- | ---- | ------------------- | ------------------- | ------------------- | -------------------------- | -------------------------- | -------------------------- | ----- | ----- | ----- |
| Instituto Argentina | 1.ª                 | 1999-00             | 1    | 4    | 0    | —                   | —                   | —                   | —                          | —                          | —                          | 1     | 4     | 0     |
| Instituto Argentina | 2.ª                 | 2000-01             | ?    | ?    | ?    | —                   | —                   | —                   | —                          | —                          | —                          | ?     | ?     | ?     |
| Instituto Argentina | 2.ª                 | 2001-02             | ?    | ?    | ?    | —                   | —                   | —                   | —                          | —                          | —                          | ?     | ?     | ?     |
| Instituto Argentina | 2.ª                 | 2002-03             | ?    | ?    | ?    | —                   | —                   | —                   | —                          | —                          | —                          | ?     | ?     | ?     |
| Instituto Argentina | 2.ª                 | 2003-04             | 40   | 46   | 12   | —                   | —                   | —                   | —                          | —                          | —                          | 40    | 46    | 12    |
| Instituto Argentina | 1.ª                 | 2004-05             | 39   | 61   | 6    | —                   | —                   | —                   | —                          | —                          | —                          | 39    | 61    | 6     |
| Instituto Argentina | Total club          | Total club          | 80   | 111  | 18   | 0                   | 0                   | 0                   | 0                          | 0                          | 0                          | 80    | 111   | 18    |
| Santos Laguna · México | 1.ª                 | 2005-06             | 30   | 49   | 4    | —                   | —                   | —                   | —                          | —                          | —                          | 30    | 49    | 4     |
| Santos Laguna · México | 1.ª                 | 2006                | 17   | 31   | 2    | —                   | —                   | —                   | —                          | —                          | —                          | 17    | 31    | 2     |
| Santos Laguna · México | Total club          | Total club          | 47   | 80   | 6    | 0                   | 0                   | 0                   | 0                          | 0                          | 0                          | 47    | 80    | 6     |
| Boca Juniors Argentina | 1.ª                 | 2007                | 16   | 18   | 3    | —                   | —                   | —                   | 14                         | 10                         | 9                          | 30    | 28    | 12    |
| Boca Juniors Argentina | 1.ª                 | 2007-08             | 32   | 27   | 13   | —                   | —                   | —                   | 13                         | 19                         | 3                          | 45    | 46    | 16    |
| Boca Juniors Argentina | 1.ª                 | 2008                | 7    | 10   | 3    | —                   | —                   | —                   | 2                          | 3                          | 0                          | 9     | 13    | 3     |
| Boca Juniors Argentina | Total club          | Total club          | 55   | 55   | 19   | 0                   | 0                   | 0                   | 29                         | 32                         | 12                         | 84    | 87    | 31    |
| Lanús Argentina | 1.ª                 | 2009-10             | 10   | 11   | 3    | —                   | —                   | —                   | 4                          | 6                          | 1                          | 14    | 17    | 4     |
| Lanús Argentina | 1.ª                 | 2010-11             | 18   | 19   | 7    | —                   | —                   | —                   | —                          | —                          | —                          | 18    | 19    | 7     |
| Lanús Argentina | 1.ª                 | 2011-12             | 2    | 2    | 1    | —                   | —                   | —                   | —                          | —                          | —                          | 2     | 2     | 1     |
| Lanús Argentina | Total club          | Total club          | 30   | 32   | 11   | 0                   | 0                   | 0                   | 4                          | 6                          | 1                          | 34    | 38    | 12    |
| Rosario Central Argentina | 2.ª                 | 2012-13             | 35   | 24   | 17   | —                   | —                   | —                   | —                          | —                          | —                          | 35    | 24    | 17    |
| Rosario Central Argentina | 1.ª                 | 2013-14             | 36   | 43   | 9    | —                   | —                   | —                   | —                          | —                          | —                          | 36    | 43    | 9     |
| Rosario Central Argentina | 1.ª                 | 2014                | 18   | 27   | 2    | 5                   | 1                   | 4                   | 2                          | 4                          | 0                          | 25    | 32    | 6     |
| Rosario Central Argentina | 1.ª                 | 2015                | 29   | 26   | 10   | 1                   | 0                   | 1                   | —                          | —                          | —                          | 30    | 26    | 11    |
| Rosario Central Argentina | Total club          | Total club          | 118  | 120  | 38   | 6                   | 1                   | 5                   | 2                          | 4                          | 0                          | 126   | 125   | 43    |
| Talleres Argentina | 2.ª                 | 2016                | 11   | 8    | 3    | 1                   | 2                   | 0                   | —                          | —                          | —                          | 12    | 10    | 3     |
| Talleres Argentina | 1.ª                 | 2016-17             | —    | —    | —    | —                   | —                   | —                   | —                          | —                          | —                          | 0     | 0     | 0     |
| Talleres Argentina | 1.ª                 | 2017-18             | —    | —    | —    | 1                   | 1                   | 0                   | —                          | —                          | —                          | 1     | 1     | 0     |
| Talleres Argentina | 1.ª                 | 2018-19             | 3    | 0    | 3    | —                   | —                   | —                   | —                          | —                          | —                          | 3     | 0     | 3     |
| Talleres Argentina | 1.ª                 | 2019-20             | 2    | 5    | 0    | —                   | —                   | —                   | —                          | —                          | —                          | 2     | 5     | 0     |
| Talleres Argentina | 1.ª                 | 2020                | —    | —    | —    | 5                   | 4                   | 1                   | —                          | —                          | —                          | 5     | 4     | 1     |
| Talleres Argentina | Total club          | Total club          | 16   | 13   | 6    | 7                   | 7                   | 1                   | 0                          | 0                          | 0                          | 23    | 20    | 7     |
| Total en su carrera | Total en su carrera | Total en su carrera | 346  | 411  | 98   | 13                  | 8                   | 6                   | 35                         | 42                         | 13                         | 394   | 461   | 117   |
| (1) Incluye datos de la Copa Argentina y Copa de la Liga. (2) Incluye datos de la Copa Libertadores, Copa Sudamericana, Copa Mundial de Clubes y Recopa Sudamericana. |                     |                     |      |      |      |                     |                     |                     |                            |                            |                            |       |       |       |

## Palmarés

### Campeonatos nacionales
| Título             | Club                 | Sede         | Año     |
| ------------------ | -------------------- | ------------ | ------- |
| Primera B Nacional | Instituto A.C.C.     | Buenos Aires | 1998/99 |
| Primera B Nacional | Instituto A.C.C.     | Córdoba      | 2003/04 |
| Primera División   | C.A. Boca Juniors    | Avellaneda   | A-2008  |
| Primera B Nacional | C.A. Rosario Central | Rosario      | 2012/13 |
| Primera B Nacional | C.A. Talleres        | Buenos Aires | 2016    |

### Campeonatos internacionales
| Título                       | Club              | Sede         | Año  |
| ---------------------------- | ----------------- | ------------ | ---- |
| Copa Libertadores de América | C.A. Boca Juniors | Porto Alegre | 2007 |
| Recopa Sudamericana          | C.A. Boca Juniors | Buenos Aires | 2008 |

### Otros logros
| Torneo                                | Club             | Sede  | Año  |
| ------------------------------------- | ---------------- | ----- | ---- |
| Torneo Apertura de Primera B Nacional | Instituto A.C.C. | Gerli | 2003 |